# Tobias Friedrich Bach
Tobias Friedrich Bach (* 21. Juli 1695 in Ohrdruf; † 1. Juli 1768 in Udestedt) war ein deutscher Organist und Hofkantor aus der Musikerfamilie Bach.

## Leben
Tobias Friedrich Bach war Sohn von Johann Sebastian Bachs ältestem Bruder Johann Christoph Bach und Johanna Dorothea vom Hofe. Er war von 1714 bis 1717 Organist in Ohrdruf, dann wurde er bis 1720 Hofkantor in Gandersheim. 1720 war er Kantor in Pferdingsleben; 1721 wurde er Kantor in Udestedt, wo er bis zu seinem Tode blieb. Dort heiratete er 1722 Susanna Elisabeth Wölckner (1699 oder 1700–1753). Die beiden hatten vier Kinder: Tobias Friedrich Bach (1723–1805), Maria Elisabeth Bach, Dorothea Wilhelmina Bach und Maria Dorothea Bach. Tobias Friedrich Bach starb am 1. Juli 1768, 15 Jahre nach seiner Frau.